# Technikmuseum Magdeburg

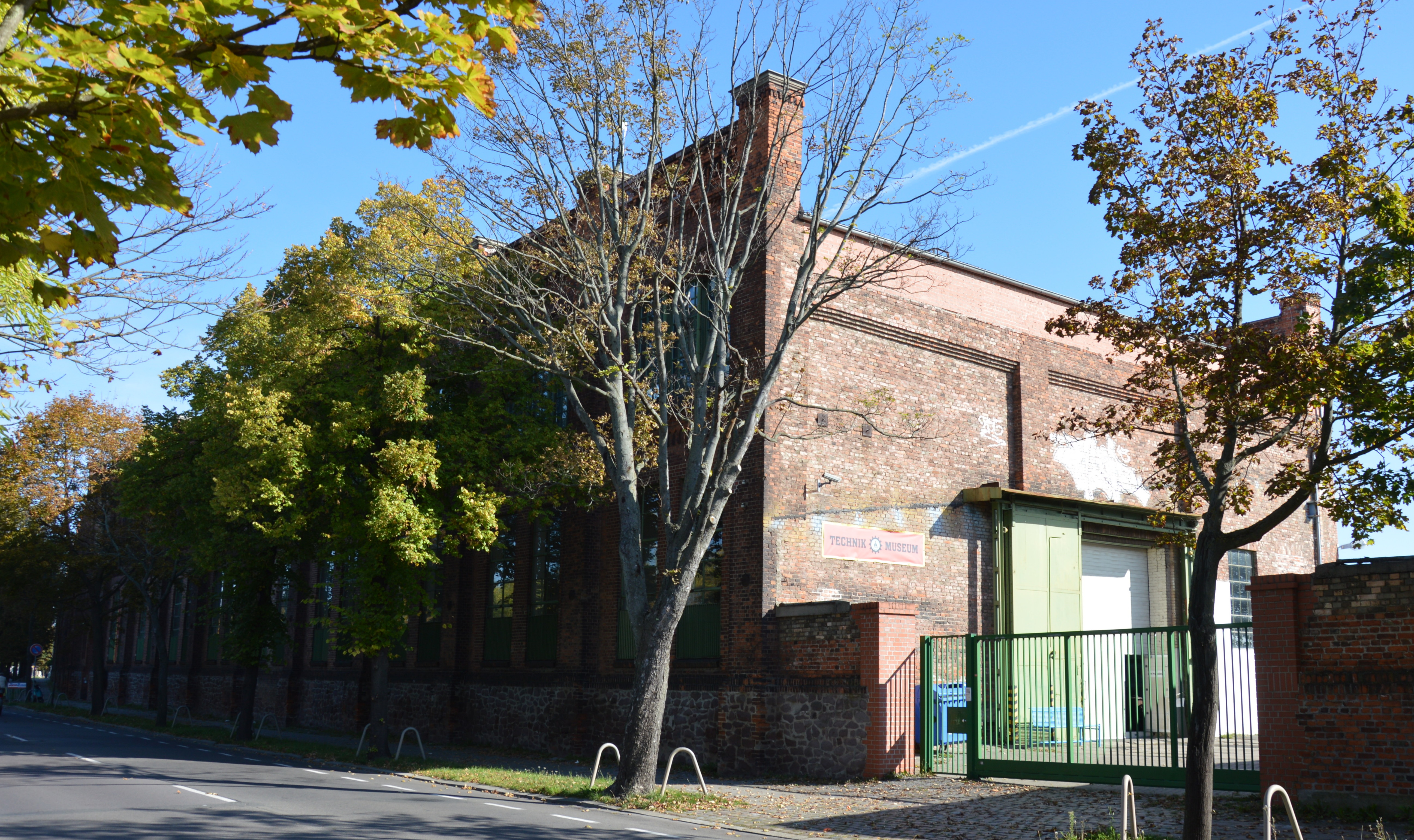
Technikmuseum Magdeburg, 2015

Das Technikmuseum Magdeburg ist eines von neun Museen in Magdeburg. Die Sammlung wird präsentiert in der ehemaligen Stahlbauhalle des Schwermaschinenbau-Kombinats „Ernst Thälmann“ (des vormaligen Grusonwerks), Dodendorfer Straße 65 im Magdeburger Stadtteil Leipziger Straße.

## Geschichte

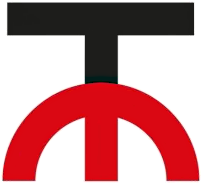
Logo des Technikmuseums

Bereits 1949 gab es die ersten Planungen für eine Ausstellung der Techniksammlung im Kulturhistorischen Museum Magdeburg, die zum 350. Geburtstags Otto von Guerickes mit Hilfe der „Kammer der Technik (KdT)“ im Jahr 1952 auch umgesetzt wurde. Bis Ende der 1950er Jahre bestand diese Ausstellung auch, wurde dann abgebaut und verschwand bis Ende der 1970er Jahre.
Mitte der 1970er Jahre gab es konkrete Pläne, in Magdeburg ein „Technisches Museum Magdeburg (TMM)“ zu errichten. Es wurden ein Museums- und ein rudimentäres Sammlungskonzept verfasst. Zunächst sollte das TMM in einen Kontorgebäude auf dem Kleinen Werder 10c (ehemals Gustav Hubbe, dann VEB OGS [Obst, Gemüse, Speisekartoffeln]) einziehen, was aber bis zu Beginn der 1980er Jahre nicht realisiert werden konnte. Kurz vor der politischen Wende übernahm der damalige Oberbürgermeister Werner Herzig die Initiative und gründete ein Kuratorium für ein Technikmuseum in Magdeburg.
Der Beitritt der DDR zur BRD machte zunächst alle Planungen obsolet. Doch die starken Deindustrialisierungstendenzen im Magdeburger Raum, die mit einer enormen quantitativen Freisetzung von Maschinen aus den Magdeburger Kombinaten einherging, sowie der Wunsch der Bevölkerung nach dem Erhalt des industrie-technischen Erbes Magdeburgs forcierten ab 1992 erneut die Überlegungen für ein Technikmuseum. Zunächst auf dem ehemaligen Schlachthofgelände in Stadtfeld geplant, bekam letztlich die Stahlbauhalle (Betrieb 18) des ehemaligen SKET Magdeburg den Zuschlag. 1995 wurde ein Schaudepot mit vorrangig Maschinen Magdeburger Provenienz eröffnet. Eine Entwicklung hin zu einem Museum sollte bis 2005 erfolgen. Nach einer bereits nach kurzer Zeit erfolgten Etablierung des neuen (Kultur-)Standorts stand das Technikmuseum mindestens seit 2003 zur Disposition.
Von 2006 an wurde das Museum vom Verein „Kuratorium Industriekultur in der Region Magdeburg e.V.“ ehrenamtlich betrieben, um das Museum vor der Schließung zu bewahren und es wiederzubeleben. Da sich das Kuratorium aus Altersgründen zurückziehen wollte, übertrug es am 1. Juni 2019 das Museum wieder in städtische Hand. Das Kuratorium ist seitdem ein Förderverein, der das Technikmuseum durch Spenden, Werbung und ehrenamtliche Arbeit unterstützen möchte. Das Museum wird in den kommenden Jahren modernisiert.
In dem 1995 gegründeten Museum findet man auf 2000 m² Ausstellungsfläche vor allem Werkzeuge, Maschinen, Anlagen, Verkehrsmittel und Produkte. Zu den besonderen Ausstellungsstücken zählt ein Nachbau des Flugzeugs, mit dem der Flugpionier Hans Grade 1908 den ersten deutschen Motorflug auf dem Cracauer Anger unternahm. Auch ist ein Nachbau der Magdeburger Pilotenrakete von 1933 zu sehen. Bis 2018 gab es 25 Sonderausstellungen.
Im Museum befindet sich auch die historische Gedenktafel 20. Jahrestag der Vereinigung von KPD und SPD. Außerdem ist die Umsetzung der Thälmann-Plastik aus der Stadthalle Magdeburg beabsichtigt (Stand 2020).

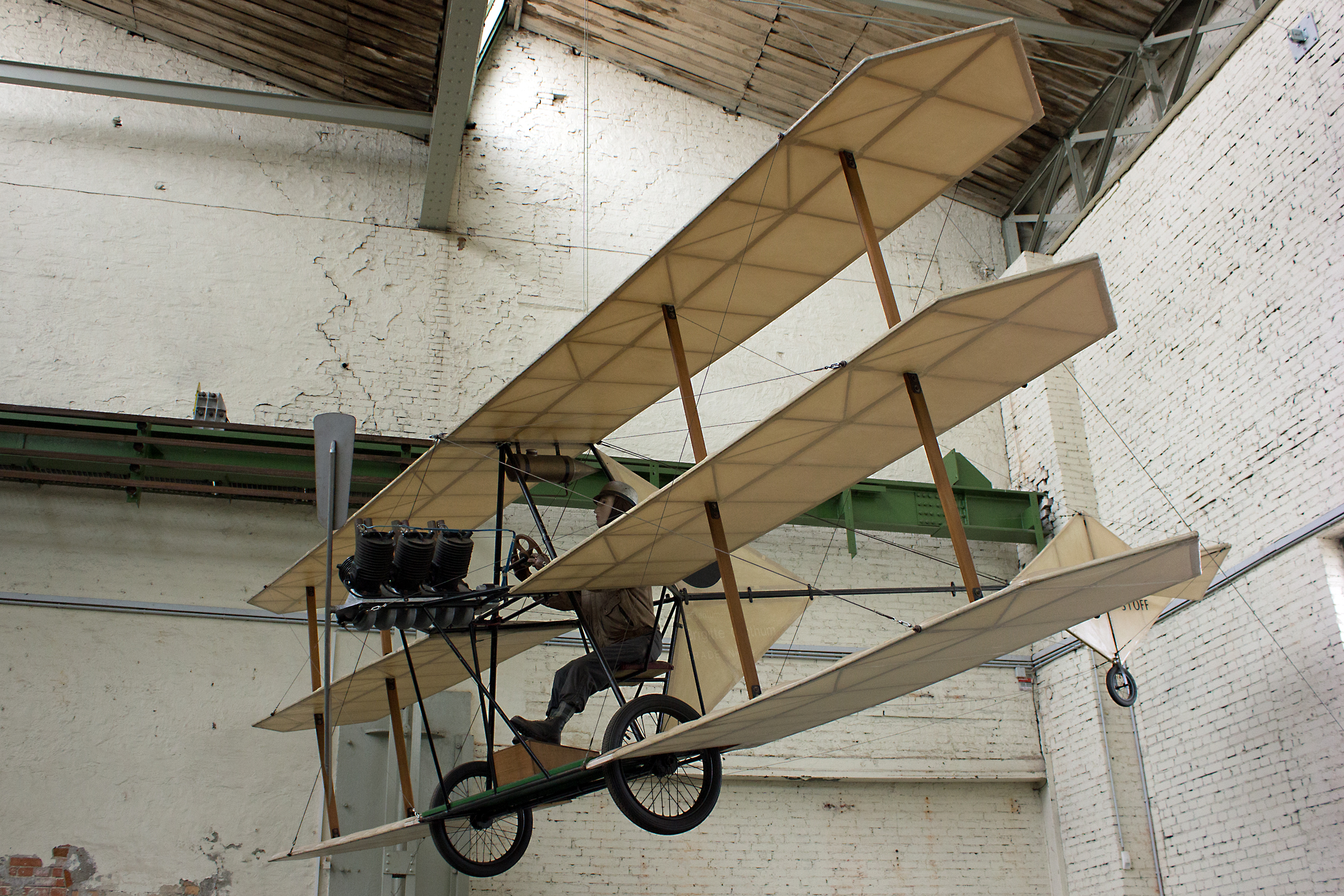
Nachbau des Grade Dreideckers
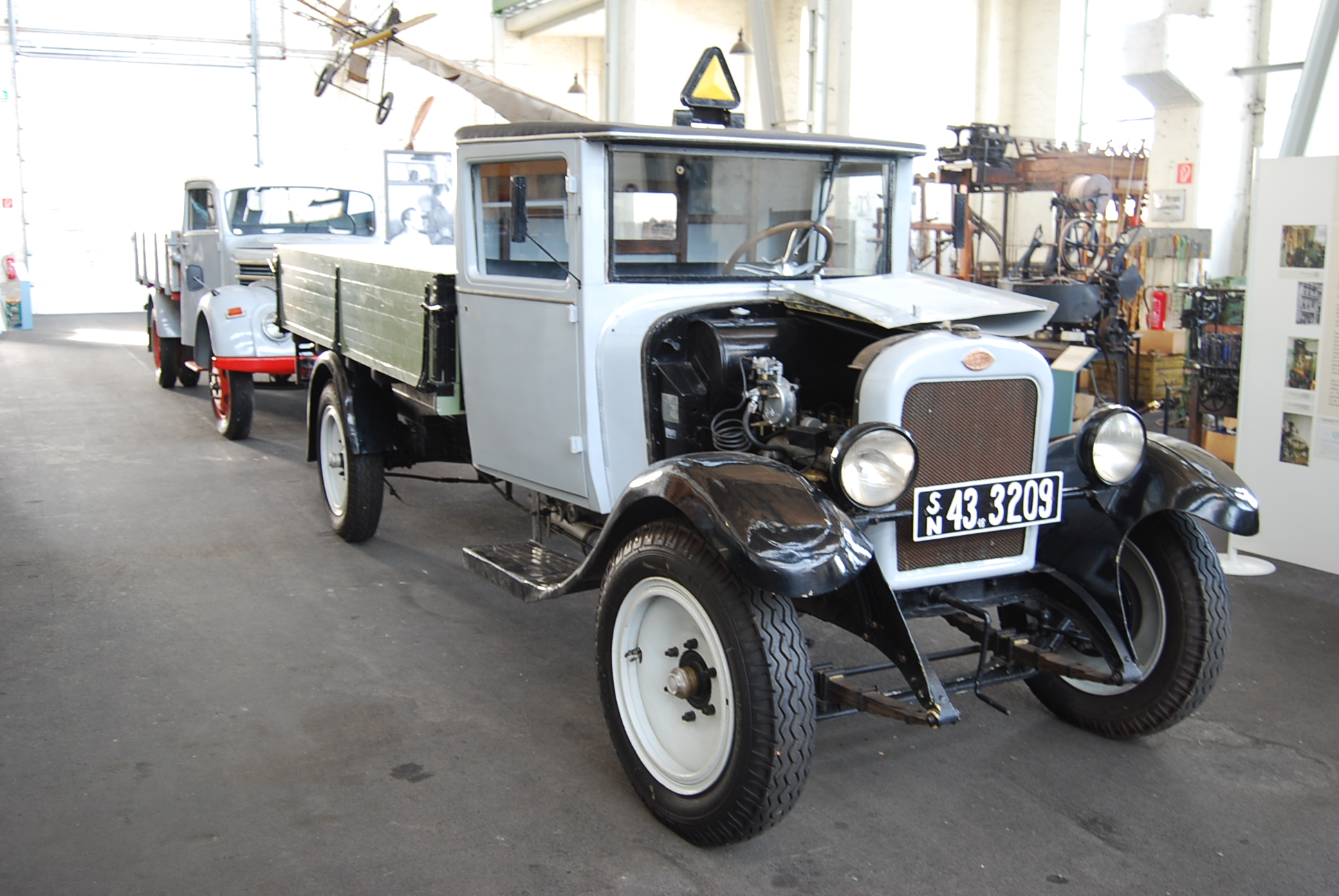
Klein-Lkw Opel Blitz
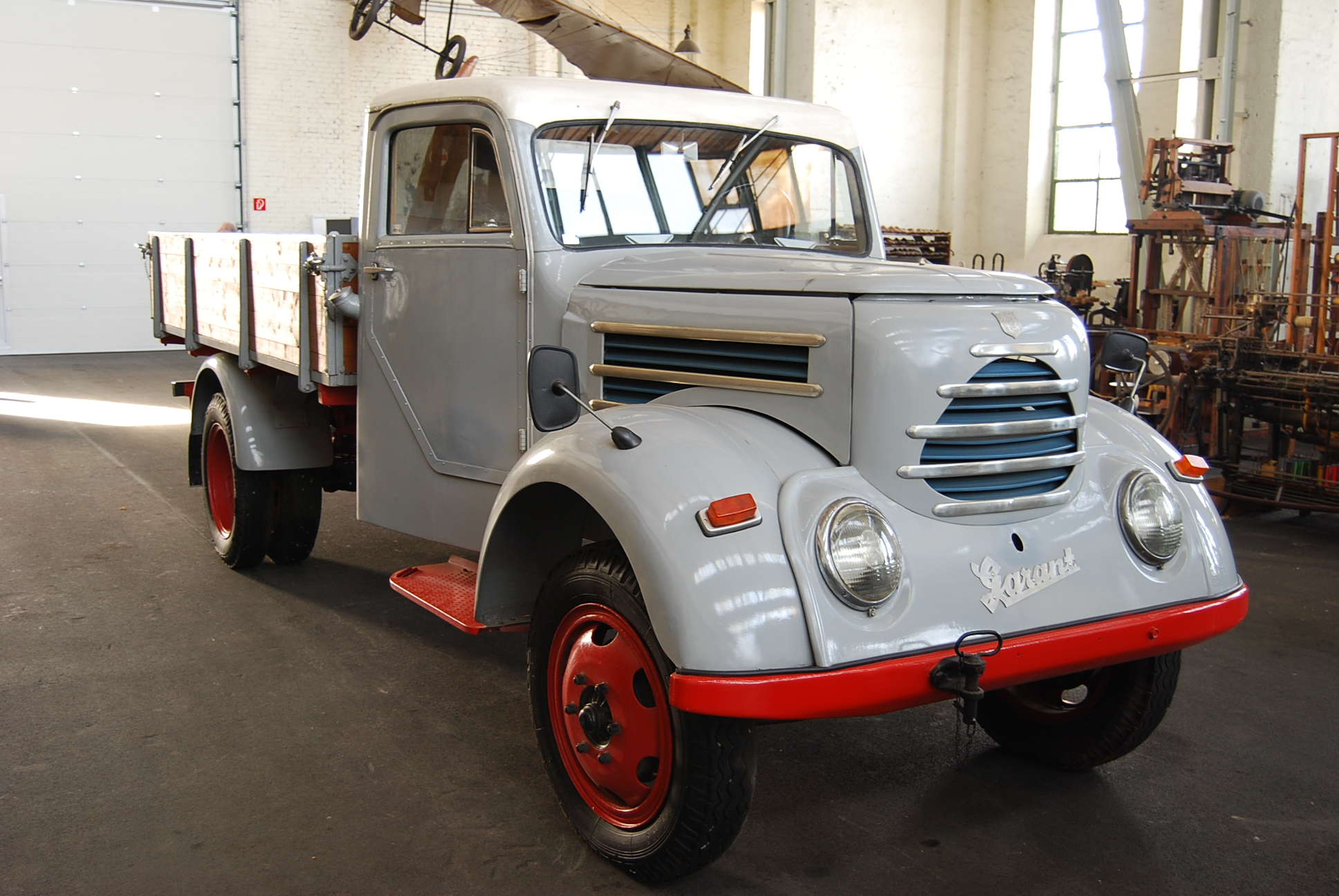
Klein-Lkw Robur Garant 30K
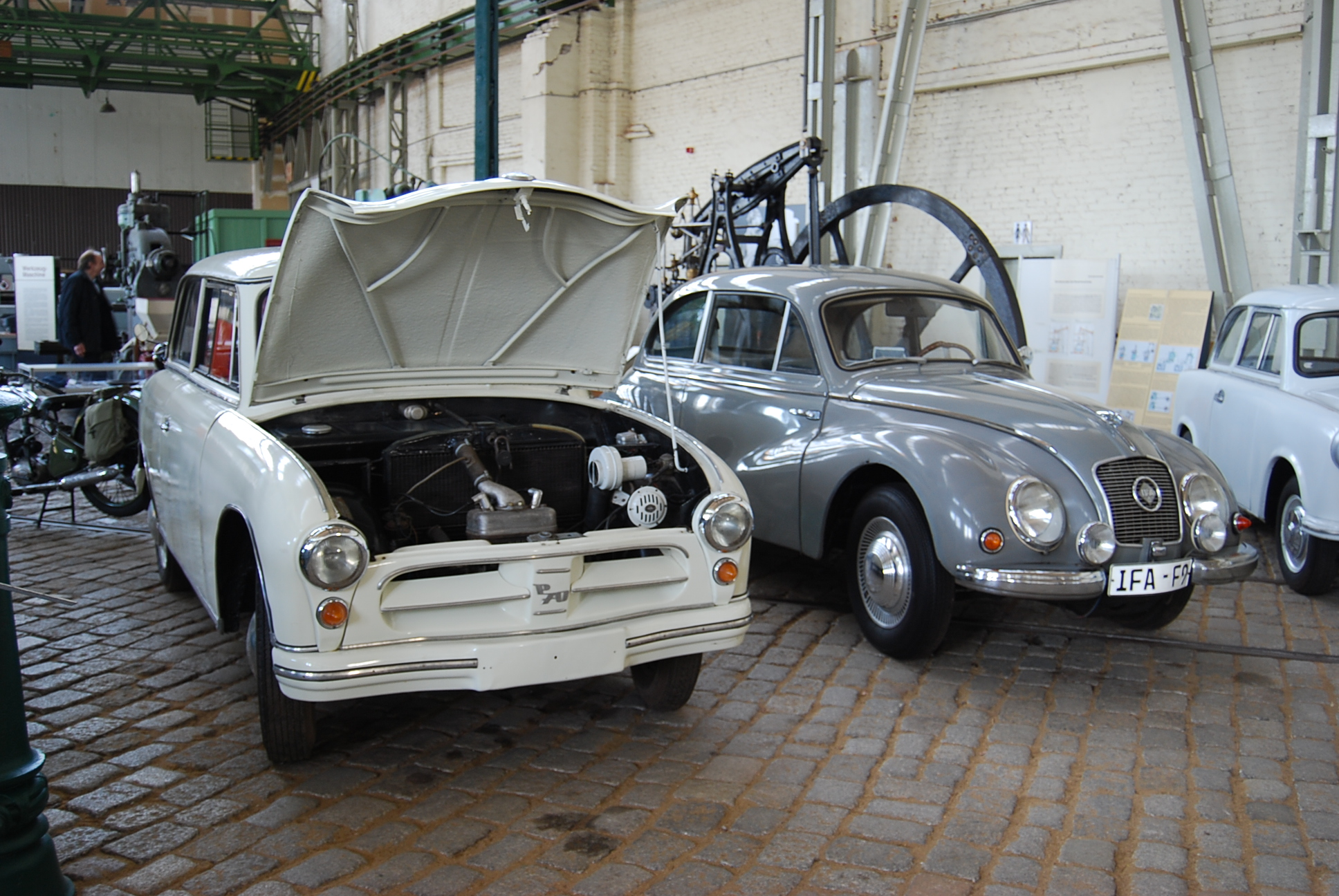
DDR-Pkws P70 und IFA F 9
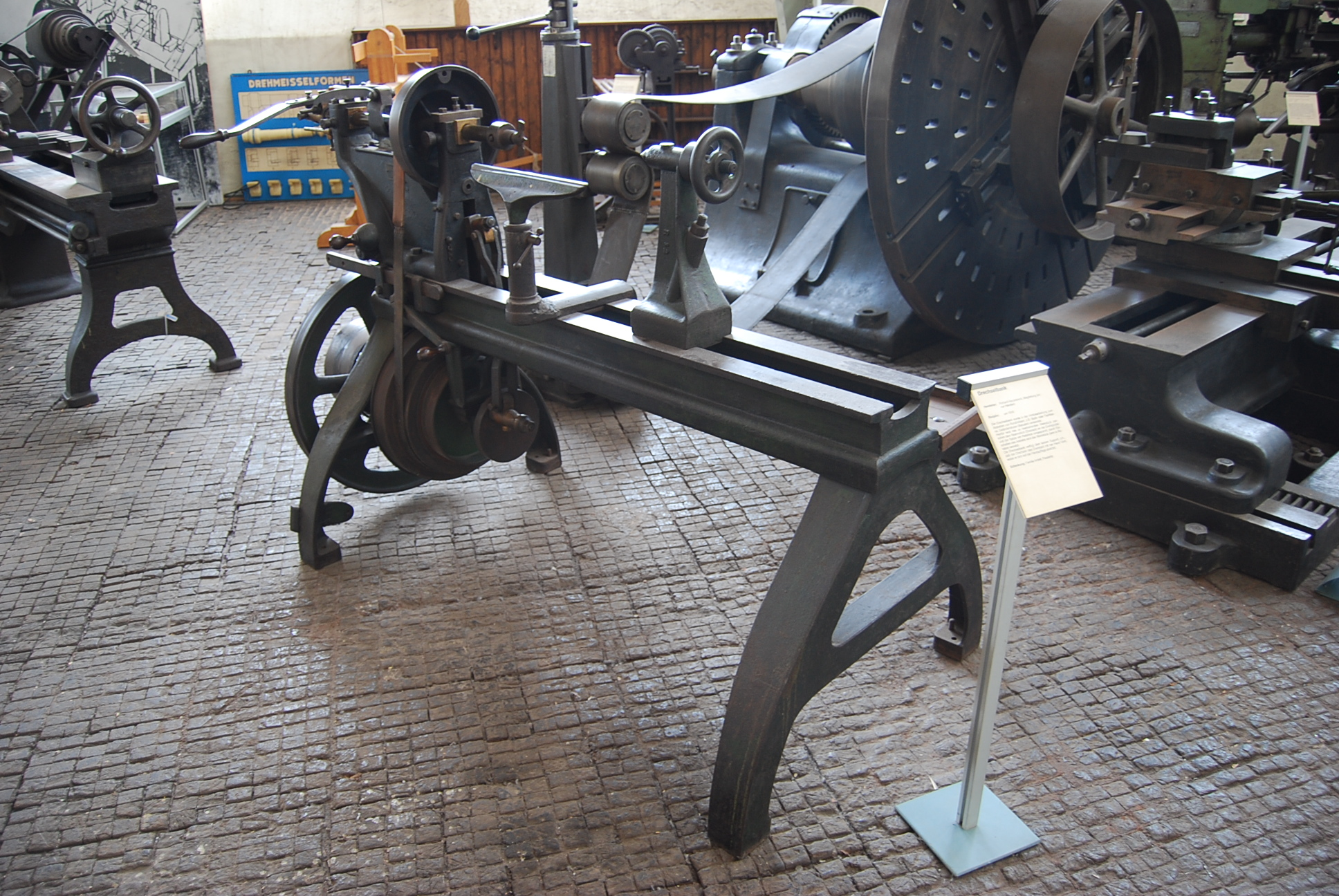
Drechselbank
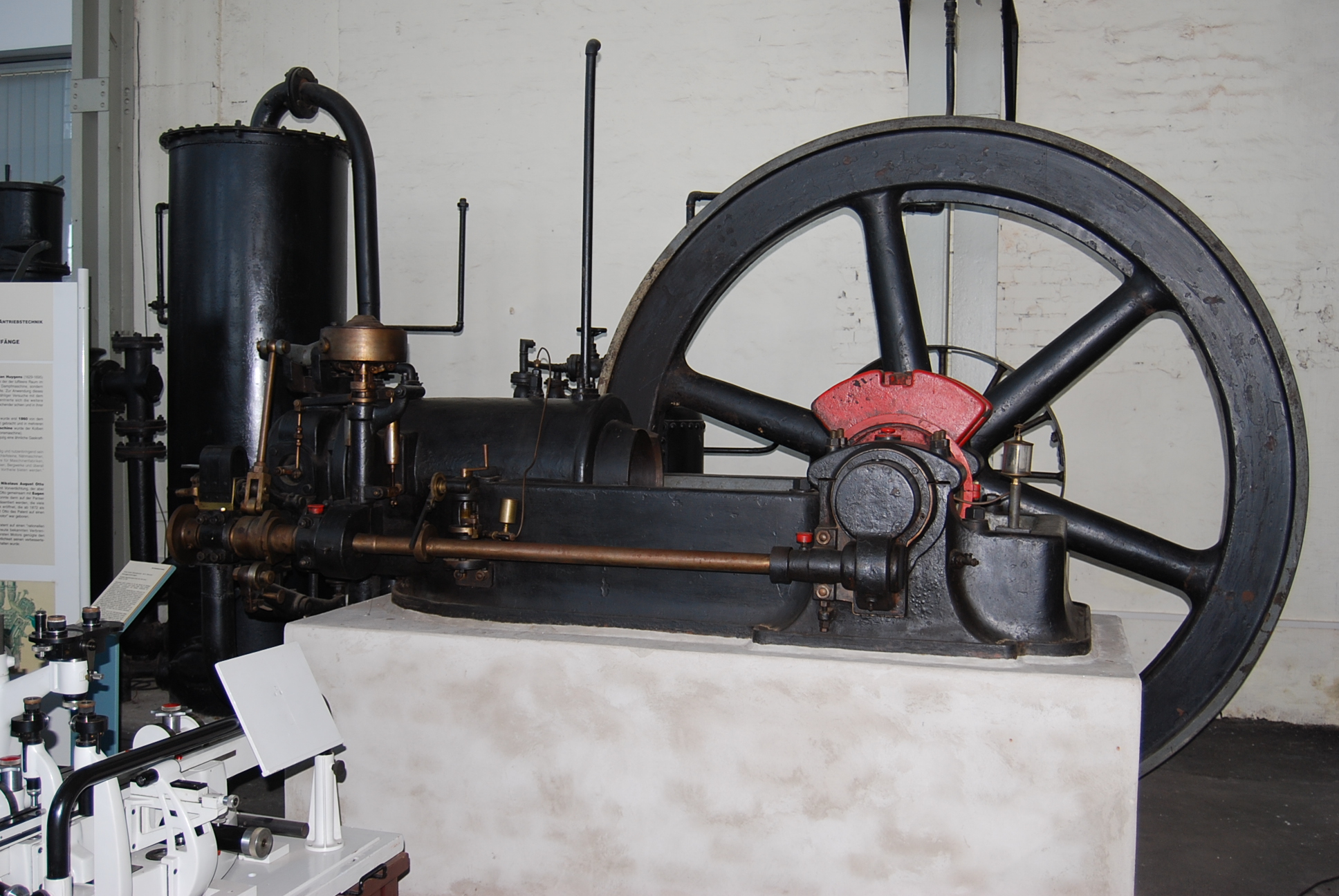
1-Zylinder-4-Takt-Gasmotor

## Film
- Wo der Stahl gehärtet wurde – Maschinenbaustadt Magdeburg. Dokumentarfilm, Deutschland, 2019, 44:44 Min., Buch und Regie: Tom Kühne, Produktion: MDR, Reihe: Der Osten – Entdecke wo du lebst, Erstsendung: 14. Januar 2020 beim MDR Fernsehen, Inhaltsangabe vom MDR, online-Video aufrufbar bis zum 6. Januar 2021.